# Valerie Boothby

Valerie Boothby (Fotografie von Alexander Binder)

Valerie Boothby, gebürtig Wally Drucker, (* 18. Oktober 1904 in Hamburg; † 14. April 1982 ebenda) war eine deutsche Schauspielerin und Jugendbuchautorin. 

## Leben
Die Tochter des Hamburger Theaterleiters Ernst Drucker und Schwester einer jüngeren Tänzerin wirkte seit 1925 in deutschen Stummfilmen mit. Sie verkörperte den zu dieser Zeit beliebten Flapper oder auch den Typ der Femme fatale, der mit seinen weiblichen Reizen die Männer ins Verderben zieht. Seit 1929 spielte die mit einem Engländer verheiratete Künstlerin darüber hinaus an den Berliner Bühnen von Victor Barnowsky und Fritz Rotter. Bereits 1931 versiegte ihre Filmkarriere.
Nach der Machtergreifung der Nationalsozialisten 1933 emigrierte Boothby nach Frankreich. Dort sorgte sie Mitte desselben Jahres mit einem Suizidversuch für Schlagzeilen. Ende 1933 soll sie, inzwischen wieder geschieden, geplant haben, den Frankreich-Repräsentanten von Woolworth, Richard Armstrong, zu ehelichen und reiste zu diesem Zweck mit ihrer Mutter Marie Drucker nach New York. Valerie Boothby lebte danach viele Jahre lang in Ägypten und arbeitete, zuletzt mit einem adeligen italienischen Rechtsanwalt verheiratet,  als Porträtmalerin und Jugendbuchautorin. Zu ihren Werken gehören Der Katzenkapitän: Eine phantastische Erzählung und Knurr und seine Bande oder: Hunde erobern eine Stadt. 1970 kehrte sie in ihre Heimatstadt Hamburg zurück und verbrachte dort als Valerie Boothby-Colonna ihren Lebensabend.

## Filmografie
- 1924/26: Der krasse Fuchs
- 1927: Manege
- 1927: Die Frau mit dem Weltrekord
- 1927: Der Sieg der Jugend
- 1928: Das Girl von der Revue
- 1928: Der Tanzstudent
- 1928: Angst
- 1928: Adam und Eva
- 1928: Ehre deine Mutter
- 1928: Das letzte Souper
- 1929: Vererbte Triebe
- 1929: Der Monte Christo von Prag
- 1929: Frauen am Abgrund
- 1929: Die Todesfahrt im Weltrekord
- 1929: Mädchen am Kreuz
- 1929: Der Mann, der nicht liebt
- 1930: Sturm auf drei Herzen
- 1930: In einer kleinen Konditorei
- 1930: Er oder ich
- 1930: Namensheirat
- 1930: Der Herr Finanzdirektor
- 1931: So lang' noch ein Walzer vom Strauß erklingt

## Werke
- Hände. In: Das Leben. 1929.
- Der Katzenkapitän. Eine phantastische Erzählung. Aarau, H. R. Sauerländer, 1959.